# Smittina lebruni
Smittina lebruni är en mossdjursart som först beskrevs av Campbell Easter Waters 1905.  Smittina lebruni ingår i släktet Smittina och familjen Smittinidae. Inga underarter finns listade i Catalogue of Life.